# Lissewege

Lissewege (antigamente Lisseweghe) é uma vila e antigo município belga na província de Flandres Ocidental. Desde a reforma comunal de 1977 que Lissewege faz parte do município de Bruges.  A deelgemeente de Lissewege tinha 2 488 habitantes em 2005 , uma área de 26,8 km² e uma densidade populacional de 266 habitantes por km² A esta deelgemeente pertencem ainda as localidades de Zeebrugge e Zwankendamme. 
O lugar é habitado desde o século X.
Lissewege era uma etapa para os peregrinos do Norte da Europa a caminho de Santiago de Compostela.Eles podiam-se alimentar e dormir no hotel  Saint-Jacques que ainda existe. As armas de Lissewege comportam um lírio mostrando o caminho em dire(c)ção de três conchas de Saint-Jacques.
Lissewege possui uma estação sobre a linha  Bruges-Zeebrugge.

## Curiosidades
- A igreja de Nossa Senhora monumental é um exemplo da arte gótica costeira e foi edificada entre 1225 e 1275. A igreja foi construída com tijolos feitos de argila dos polders. As colunas foram fabricadas com calcário de Tournai. As torres datam da segunda metade do século XIII.

A igreja era um destino de peregrinação com a imagem milagrosa da virgem que foi destruída em 1586 por indigentes. Ela foi substituída por uma imagem, datada de 1624 que existe hoje e que saía numa procissão anual realizada no primeiro domingo de Maio.

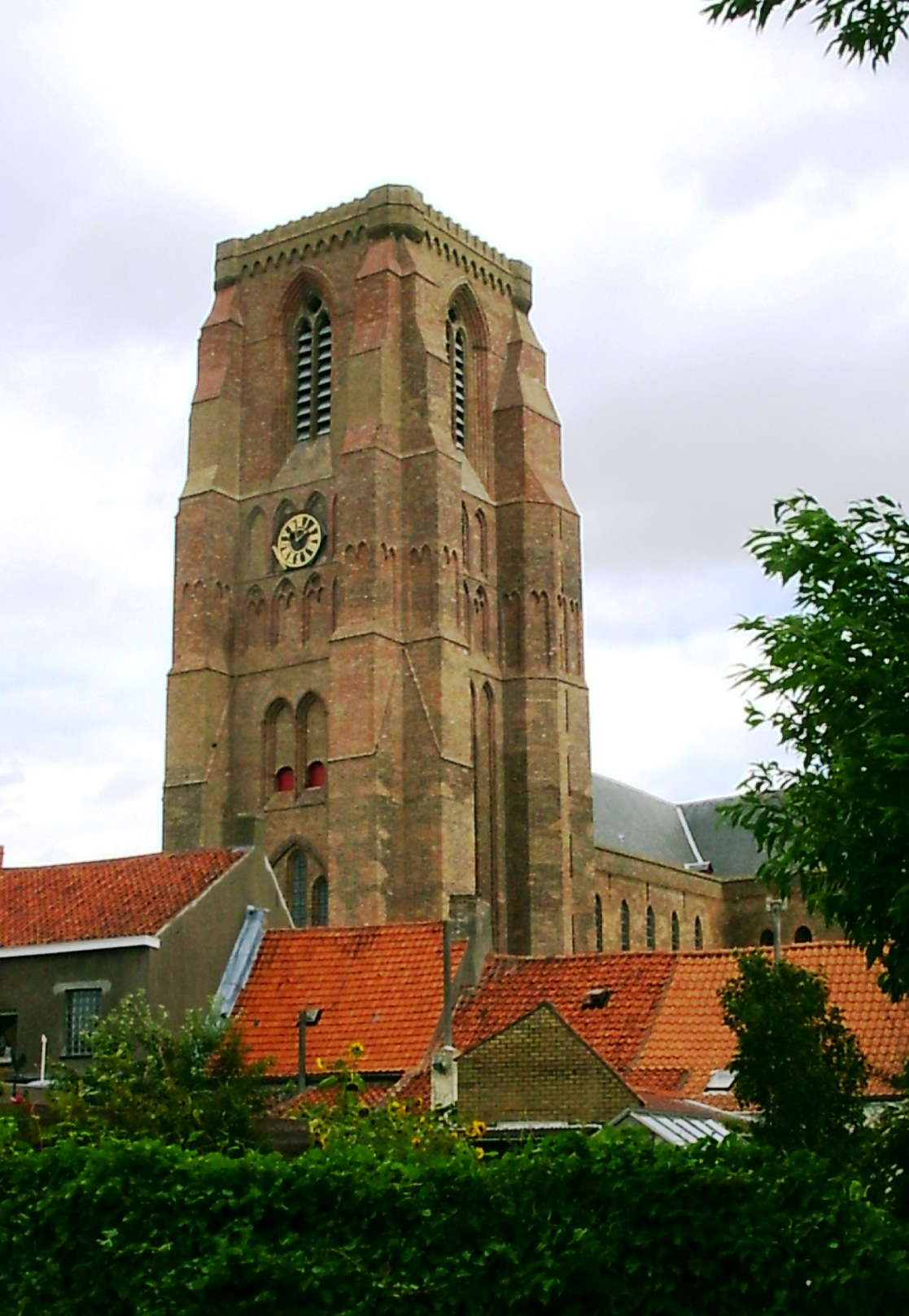
Igreja de Lissewege, foto obtida em 2004.

- Ter Doest, abadia cisterciense.